# 日本橋橫山町
日本橋橫山町（日语：／ Nihonbashi-yokoyamachō */?）是東京都中央區的地名，屬舊日本橋區。

## 概要
與日本橋馬喰町為東京都内首屈一指的批發街。

## 地理
位於日本橋地域北側。

## 歷史
舊橫山村。江戶時期下分一～三丁目。1934年（昭和9年）二丁目一部分編入橘町，三丁目一部分編入兩國（東日本橋），廢除丁目。1971年（昭和46年）實施新住居表示。

### 地名由來
由來不明。

## 地域
所轄之警察署、消防署
- 久松警察署（所在地：日本橋久松町）
- 日本橋消防署（所在地：日本橋兜町）

## 交通
鐵路
- 都營地下鐵新宿線 ○馬喰橫山站

道路
- 清洲橋通

## 備註
1. ↑  町丁目別世帯数男女別人口　中央区ホームページ  平成25年8月1日現在 的存檔，存档日期2013-03-12.
2. ↑  日本橋浜町地区　中央区ホームページ 的存檔，存档日期2013-03-12.

## 外部連結
- 日本橋濱町地區 町名的由來 - 中央區官方網站内
- 橫山町［人形町・濱町地區］- 中央區觀光協會
- 馬喰町・橫山町 - 古今・江戶日本橋 日本橋”町”物語